# Cornirostridae
Cornirostridae zijn een familie van weekdieren uit de klasse van de Gastropoda (slakken).

## Taxonomie
De volgende geslachten zijn bij de familie ingedeeld:
- Cornirostra Ponder, 1990
- Noerrevangia Warén & Schander, 1993[1]
- Tomura Pilsbry & McGinty, 1946